# Бабинова, Анна Ивановна
Анна Ивановна Бабинова (род. 29.07.1944) — прядильщица прядильно-ткацкой фабрики «Аудеяс» Министерства текстильной промышленности Литовской ССР, гор. Вильнюс, полный кавалер ордена Трудовой Славы (1986).

## Биография
Родилась 29 июля 1944 года в деревне Ворона Островецкого района Вилейской области Белорусской ССР. Полька. В детстве переехала в город Вильнюс (Литва). В 1964 году окончила среднюю школу.
Ещё в последних классах школы начала трудовую деятельность, трудилась санитаркой первой клинической больницы, кондуктором автобусного парка.
В 1964 году поступила на прядильно-ткацкую фабрику «Аудеяс», за короткое время овладела профессией прядильщицы. Со временем стала высококвалифицированной работницей, прядильщицей 5-го разряда. Выпускала продукцию только первого сорта. Обслуживала 2385 веретен при типовой пряже 1140 веретен. Фактическая производительность труда составляла 38,1 кг/час при типовой производительности 15 кг/час.
Указами Президиума Верховного Совета СССР от 21 апреля 1975 года и 17 марта 1981 года Бабинова Анна Ивановна награждена орденами Трудовой Славы 3-й и 2-й степеней.
Задание 11-й пятилетки выполнила за 10 лет и шесть месяцев, дополнительно к заданию выработала 156,2 тонны пряжи. Только за эту пятилетку подала 7 рационализаторских предложений, от внедрении которых получен экономический эффект в сумме 8,2 тыс. рублей.
Указом Президиума Верховного Совета СССР от 23 мая 1986 года за успехи, достигнутые в выполнении заданий одиннадцатой пятилетки и социалистических обязательств, Бабинова Анна Ивановна награждена орденом Трудовой Славы 1-й степени. Стала полным кавалером ордена Славы.
За период работы на фабрике к 1986 году обучила своей профессии 31 молодую работницу, которые являлись передовиками производства.
Член КПСС с 1976 года. Была делегатом 19-го съезда компартии Литвы. Являлась членом Литовского республиканского комитета Защиты Мира.
Жила в городе Вильнюс.

## Награды
Награждена орденами Трудовой Славы 1-й, 2-й, 3-й степеней:
3 ст. 21.04.1975 № 130010
2 ст. 17.03.1981 № 18070
1 ст. 23.05.1986 № 281
- медалями